# Берегова вулиця (Київ)
Берегова́ ву́лиця — вулиця в Дніпровському районі міста Києва, селище Рибне. Пролягає від Броварського проспекту до кінця забудови. 
Єдина вулиця селища Рибне. 